# Lei (Hawaii)

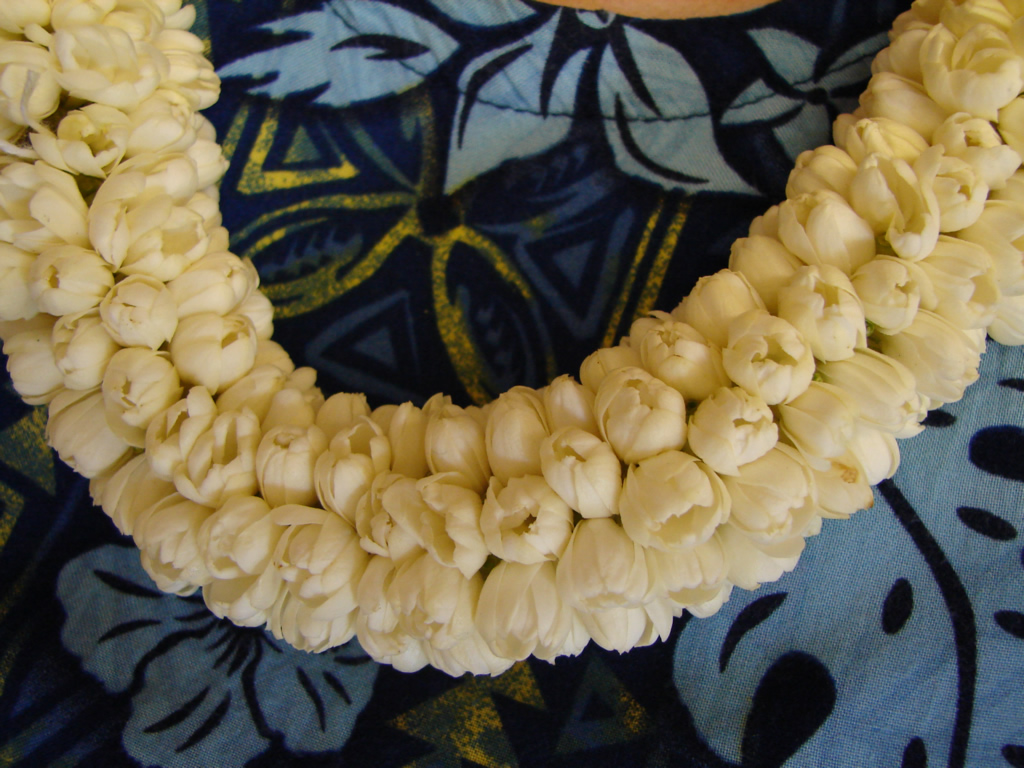
Lei di gelsomino arabo

Lei è il termine hawaiano per una ghirlanda o una corona ornamentale. In ogni dove, il lei è conosciuto come il simbolo hawaiano per “ciao”.

## Tipi e uso
La ghirlanda o la corona è solitamente portata intorno al collo o alla testa, ma può anche essere indossata come braccialetto o cinturino alla caviglia. Un lei può essere fatto da qualsiasi cosa, messa insieme su un filo. Tuttavia, fogli, fiori, dadi e coperture sono i materiali più popolari. Poiché le plumerie sono comuni sulle isole, i fiori di plumeria sono il materiale più usato per costruire i lei. Oltre a questi, sono usati anche le orchidee e il pikake (gelsomino arabo). Tali foglie sono raccolti e poi attorcigliate e intrecciate saldamente come una corda. I lei fatti di foglie del tè sono spesso così lunghi da essere avvolti intorno al collo varie volte. A volte, gli uomini portano semplicemente il cavo aperto e coperto intorno al collo. Anche i dadi di kukui sono un materiale molto comune e sono spesso portati dall'uomo.

### Simbolo di benvenuto
Il lei è un segno di affetto sulle isole delle Hawaii. I lei sono dati spesso ai visitatori come simbolo di benvenuto all'aeroporto e sono anche usati come segno di auguri o di riconoscimento, come simboli di addio, o durante una cerimonia hawaiana tradizionale. Le occasioni più comuni includono il compleanno, la laurea, la cerimonie nuziale, il funerale, la festa di pensione e gli acquazzoni nuziali.  Non è raro che i laureati o la persona celebrata abbia così tanti lei da lasciare visibili solo gli occhi.
La leggenda vuole che mentre il lei viene cucito o tessuto, il mana (o spirito) del creatore si trasferisca così che quando una persona lo riceve, riceva con esso una parte del suo creatore.

### Lei del Primo maggio
Il primo maggio, in occasione della Festa del Lavoro, è il giorno hawaiiano dei lei. Ogni anno, in questo giorno, i residenti delle Hawaii mettono insieme migliaia di leis ed effettuano le parti tradizionali del ballo di hula accompagnati dal canto rituale. La canzone di festa è denominata, “il giorno di maggio è il giorno dei lei in Hawaii” ed è stata creata nel 1927 da Ruth e Leonard Hawk. Gli studenti in molte scuole hanno le cerimonie per tutto il giorno in cui ogni grado rappresenta un ballo di hula nella palestra della scuola. I genitori sono invitati a guardare mentre gli studenti effettuano e portano solitamente i lei per i loro bambini, insegnanti ed amici. 
I fiori ricoprono i ballerini e le ghirlande lunghe pendono anche dai soffitti.

### Tipi di lei locali
Ogni isola ha un lei unico fatto dai fiori, dai fogli, dalle bacche e dalle coperture differenti.
- Hawaii- Il lei dell'Isola di Hawaii è fatto dai fiori di lehua che vengono dall'albero di ‘ohi’a lehua. Questi alberi si sviluppano sui versanti del vulcano[senza fonte] ed i fiori sono solitamente rossi.
- Kaho'olawe - Il lei dell'isola è fatto dai fiori di hinahina. I fiori sono un grigio-argento e sono trovati sulle spiagge.
- Lanai - È fatto dalla vite di kaunaoa. La vite è arancione-chiaro.
- Maui - I lei sono fatti dai fiori rosa di lokelani.
- Molokai - È fatto dai dadi di kukui. A volte i fiori bianchi ed i fogli sono inclusi nel lei.
- O'ahu - È fatto dal ‘ilima. La pianta è giallo/arancione e molto fragile. È chiamato "il lei dei re" perché sono stati portati una volta soltanto dagli alti capi.
- Kauai- Il loro lei è fatto dal mokihana, bacche violacee di un albero che è trovato soltanto sull'isola di Kauai. Sono messi insieme come i branelli e hanno l'odore simile all'anice.
- Ni'ihau - Il lei dell'isola di Ni'ihau è fatto dalle coperture bianche di pupu trovate lungo il litorale.